# 시리아의 총리
시리아 아랍 공화국의 총리(아랍어: رئيس وزراء سوريا)는 시리아의 정부수반이다. 헌법상 이원집정부제이지만, 사실상 대부분의 권한이 대통령에게 있기 때문에 대통령의 행정 업무 보조로 담당한다. 2025년 3월 29일 직위를 공식 폐지했다.

## 같이 보기
- 시리아의 대통령